# Бристоль
Бристо́ль или Бри́столь (англ. Bristol, о файле/ˈbrɪstəl/) — город в Англии, унитарная единица со статусом «сити» и церемониальное графство. Крупный порт в Юго-Западной Англии в Великобритании, расположенный на реке Эйвон, недалеко от её впадения в Бристольский залив Атлантического океана.
Церемониальное графство Бристоль не разделено на районы (унитарное), и образовано 1 апреля 1996 года из района бывшего неметропольного графства Эйвон.

## География
Занимает площадь 112 км², омывается на северо-западе Бристольским заливом, на севере граничит с церемониальным графством Глостершир, на юге — с церемониальным графством Сомерсет.
Старый город расположен на правом берегу реки Эйвон, а пригороды Редклиф и Клифтон — на крутых возвышенностях левого берега.

## Историческая справка
На месте Бристоля во времена Римской империи существовал военный лагерь Абона (лат. Abona), от которого к Бату вела мощёная дорога. После заселения Британии англами местечко было переименовано в Brycgstow (рус. «Место у моста»). В XI веке переправа через Эйвон была укреплена норманнскими феодалами, которые возвели здесь один из самых величественных замков в западной Англии.
В 1155 году Бристоль получил королевскую хартию, после чего стал превращаться в большой портовый город, через который шла большая часть торговли Англии с Ирландией. В 1247 году бристольская гавань была обустроена путём отведения русла Фрома несколько на запад. Через Эйвон был переброшен каменный мост (ныне существующий закончен в 1768 году). В 1373 году Бристоль стал самостоятельной административной единицей — графством.
При Эдуарде III Бристоль был третьим по величине и благополучию городом Англии после Лондона и Йорка. Бристольские мореходы вывозили английскую шерсть в Испанию и Португалию, возвращаясь обратно с грузом хереса и портвейна. Отсюда же отправлялись в плавания к берегам Америки отец и сын Каботы.
При Карле I, во время гражданской войны парламента с королём, в августе—сентябре, Бристоль был осаждён парламентскими войсками под началом лорда Ферфакса, овладевшими городом после продолжительного сопротивления с помощью флота.
Новый расцвет бристольского порта связан с подъёмом африканской работорговли в XVII и XVIII веках. Местные дельцы вывозили «живой товар» из Африки в североамериканские и карибские колонии. Бристоль прославился в те времена и как столица шоколадной промышленности, благо именно сюда поставлялось с Ямайки и из Африки наибольшее количество какао, патоки и сахара. Неудивительно, что во время Английской революции местные жители до последнего поддерживали короля Карла Стюарта.
Бристоль продолжал богатеть и развиваться на протяжении всего XVIII века, сохраняя значение ведущего порта Британской империи. Ситуация стала меняться в XIX веке. Хотя в 1809 году были завершены амбициозные работы по углублению и модернизации гавани, к этому времени город уже стал уступать свои передовые торговые позиции Ливерпулю и Глазго. Причиной этого было не только бурное развитие хлопчатобумажной промышленности на севере страны, но и потеря Тринадцати колоний в Северной Америке, а также запрет работорговли в 1807 году.
Несколько подстегнуло развитие Бристоля строительство железной дороги в 1841 году и знаменитого висячего моста через глубокое ущелье Эйвона в 1864 (архитектор — Изамбард Кингдом Брюнель). Именно из Бристоля отправился во второе в истории трансатлантическое пароходное путешествие спроектированный Брюнелем корабль «Great Western». В 1815 году шотландский инженер Джон Макадам построил здесь первое современное шоссе. В XX веке Бристоль прославился как центр авиастроения, в частности как родина знаменитого сверхзвукового самолёта «Конкорд».
В 1974 году город-графство Бристоль был преобразован в район бывшего неметропольного графства Эйвон, а в 1996 году преобразован в отдельное графство.

## Демография
В городе проживает 380 615 человек, при средней плотности населения 3477 чел./км² (на 2001 год). В 1969 году в городе проживало 427,2 тыс. человек.

## Политика
Бристоль управляется городским советом, состоящим из 70 депутатов, которые избираются в 35 округах. В результате последних выборов 33 места в совете занимают либеральные демократы.

## Религия
По данным переписи населения Соединённого Королевства 2011 года, 46,8% населения Бристоля идентифицировали себя как христиане и 37,4% заявили, что они не являются религиозными; средние показатели по Англии составили 59,4% и 24,7% соответственно. Ислам исповедуют 5,1% населения, буддизм — 0,6%, индуизм — 0,6%, сикхизм — 0,5%, иудаизм — 0,2%, другие религии — 0,7%; 8,1% не отождествляют себя с религией.
В Бристоле есть несколько христианских церквей; наиболее заметными являются англиканские Бристольский собор и собор Святой Марии, а также католический Клифтонский собор. Нонконформистские часовни включают баптистскую часовню Букингема и новую комнату Джона Уэсли в Бродмиде. После того, как пресвитерианская церковь Святого Иакова была разбомблена 24 ноября 1940 года, она больше никогда не использовалась в качестве церкви; хотя её колокольня сохранилась, неф был преобразован в служебные помещения.
В городе действует одиннадцать мечетей, несколько буддийских центров медитации, индуистский храм, реформистские и ортодоксальные синагоги и четыре сикхских храма.

## Экономика
В Бристоле расположена штаб-квартира международной табачной компании Imperial Tobacco, четвёртой в мире по величине. Акции компании котируются на Лондонской фондовой бирже, составная часть индекса FTSE 100.
Акции крупных компаний: Hargreaves Lansdown, занимающейся финансовыми услугами, MITIE Group, занимающейся управлением активами и аутсорсинговой деятельностью, Unite Group, размещающей студентов, входят в базу расчёта индекса FTSE 250.
Для минимизации последствий экономического кризиса в Европе и защиты местной промышленности в городе введена региональная валюта — бристольский фунт.

## Спорт
В 2001 году прошёл чемпионат мира по полумарафону.

### Футбол
В Бристоле базируются профессиональные футбольные клубы «Бристоль Сити» и «Бристоль Роверс».
«Бристоль Сити» — чемпион футбольной Лиги 1, трёхкратный чемпион Третьего южного дивизиона, обладатель Кубка Уэльса сезона 1933/1934. В сезоне 2020/2021 выступает в Чемпионшипе, принимая соперников на стадионе «Аштон Гейт» (27 тыс. зрителей). 
«Бристоль Роверс» в сезоне 2020/2021 выступает в Лиге 1, принимая соперников на стадионе «Мемориал» (12 тысяч зрителей).

### Снукер
В Бристоле находится главный офис Всемирной ассоциации профессионального бильярда и снукера — генеральной управленческой организации профессионального снукера и английского бильярда. Действующий руководитель — Джейсон Фергюсон (с 2010 года).

## Культура
Бристоль — важный культурный центр Великобритании. Здесь расположены известные театры, музеи, в том числе Бристольский индустриальный музей и ряд арт-галерей.
С 1990-х годов город известен как родина стиля электронной музыки трип-хоп, важнейшие представители которого — Tricky, Portishead, Massive Attack, Kosheen — родом из Бристоля. Музыку этих основателей жанра так и называют: Bristol sound.
В 2010 году, по результатам исследования компании PRS For Music, Бристоль был объявлен самым «музыкальным» английским городом.
Бристоль является родиной ещё одной видной фигуры в мире современного искусства — Бэнкси — известного андерграудного художника, рисующего в стиле граффити.
Герои романа Роберта Льюиса Стивенсона «Остров сокровищ» (1883) отправлялись в плавание из Бристоля.
В 1979 году был организован первый трёхдневный Бристольский международный фестиваль воздушных шаров. Основателями мероприятия стали несколько друзей, которые были очень увлечены этой идеей, но во главе был опытный воздухоплаватель и конструктор воздушных шаров Дон Кэмерон. Этот фестиваль проводится ежегодно в августе уже на протяжении более 30 лет и является самым крупным фестивалем во всей Европе. Количество зрителей, которые желают насладиться прекрасным и захватывающим действием, такими как запуск традиционных воздушных шаров, запуск необыкновенных по форме воздушных шаров, ночным шоу Nightglow, насчитывается более полумиллиона.

## Достопримечательности

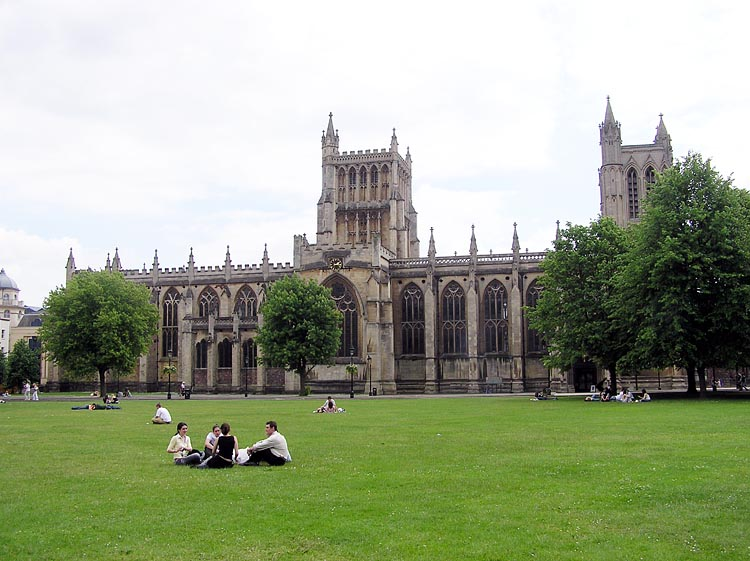
Бристольский собор

Главной достопримечательностью Бристоля является Бристольский собор, в прошлом церковь аббатства св. Августина, строившаяся с XII по XVI век в готическом стиле, а во время Реформации обращённая в кафедральный собор, являющийся центром англиканской епархии Бристоль.

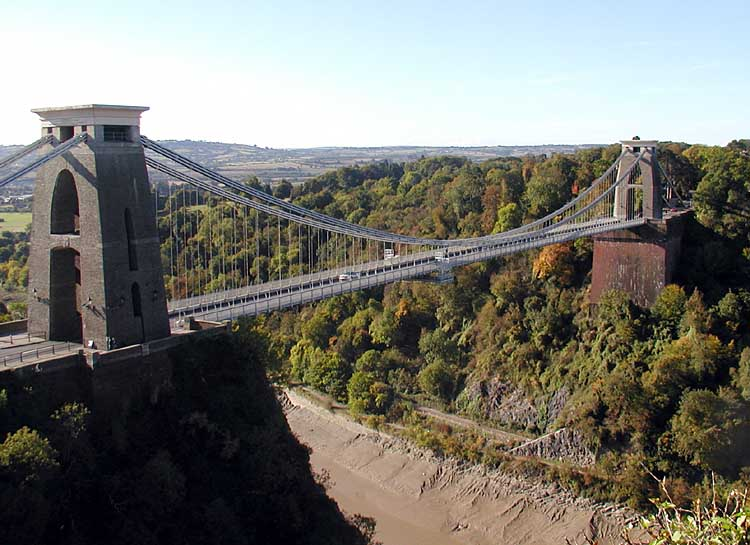
Висячий мост в Клифтоне — шедевр инженерной мысли середины XIX века

Самым высоким зданием в городе на протяжении столетий оставалась приходская церковь Сент-Мэри-Редклифф, возведённая в основном в XV веке и признанная королевой Елизаветой I лучшей приходской церковью в её королевстве; для её алтаря Уильям Хогарт написал знаменитый триптих. Готическая церковь св. Марка (XIII век) исстари находится в распоряжении городской администрации. На месте доминиканского приората, в котором венчался Уильям Пенн, ныне стоит исторический дом собраний квакеров. Там же, в Бродмиде, можно видеть первую в истории церковь методистов, построенную попечением Джона Уэсли в 1739 году.
Из гражданской архитектуры Бристоля большая часть была разрушена во время немецких авианалётов: в одну только ночь на 2 ноября 1940 года на город было сброшено 15 000 бомб. Древняя церковь тамплиеров была оставлена в руинах как напоминание о тех разрушениях. Из сохранившихся зданий примечательны королевский театр (1766) и башня Кабота, построенная в 1897 году в ознаменование четырёхсотлетия американской экспедиции знаменитого моряка. Бристольский университет был учреждён в 1909 году на базе университетского колледжа (1876). Школа Кольстона действует с 1708 года, а Бристольская начальная школа, соборная школа и школа при госпитале королевы Елизаветы ведут отсчёт своей истории с эпохи Тюдоров.

## Города-побратимы
- Бордо, Франция (1947)
- Ганновер, Германия (1947)
- Порту, Португалия (1984)
- Тбилиси, Грузия (1988)
- Пуэрто-Морасан[исп.], Никарагуа (1989)
- Бейра, Мозамбик (1990)
- Гуанчжоу, Китай (2001)